# Historia del uniforme del Club de Fútbol Monterrey
El uniforme del Club de Fútbol Monterrey es el utilizado por los futbolistas del Monterrey tanto en competencias nacionales como internacionales.

## Historia
El primer uniforme del Monterrey, en 1945, era blanco, dividido diagonalmente del hombro izquierdo a la cintura, azul en la parte superior y blanco en la parte inferior, con pantaloncillo blanco y medias azules. Luego, en la temporada 1955-56 cuando fue campeón de Segunda División, usaba un uniforme blanco, con dos rayas azules delgadas juntas atravesando el pecho horizontalmente y pantaloncillo blanco igual que las medias. Ya para la temporada 1959-1960 el short era blanco y las medias blancas con tres rayas azules horizontales inspiradas en el uniforme del Tampico del cual había sido seguidor el Dr. Carlos Canseco.
En los años setenta, surgieron muchos modelos, algunos con franjas anchas, más gruesas, y combinaciones azul y negro, pero el cambio más importante se dio a mediados de los ochenta cuando el color de la camiseta cambio de azul rey a azul marino tal como se usa en nuestros días.
En los años noventa, surgieron novedosos uniformes como aquel de la temporada 1994-95 que consistía de camisa con fondo en color blanco y cuatro rayas en color azul estampadas en forma de brochazos tanto en los extremos como en el frente de la camisa. La camisa de visitante era del mismo estilo pero con los colores invertidos, el fondo en azul rey con cuatro brochazos de blanco.
Ya en los años 2000, aparecen colores alternativos como parte del los uniformes de visitante de los Rayados tales como el color naranja, por idea del entonces director técnico Daniel Passarella. Este era una playera en color naranja, pantaloncillo de color blanco y medias naranjas. Más adelante innovarían con una playera con cinco rayas anaranjadas y cuatro en color azul, pantaloncillo azul y las medias azules, representando a la región citrícola de Nuevo León. En el año 2007 la marca mexicana Atlética diseñó una novedosa playera en color lila, dado que éste color simboliza prosperidad, el éxito en los estudios, la fuerza en el trabajo, e intuición y lucha por el bien. En ese mismo año, Monterrey firmó un acuerdo con la marca estadounidense Nike. La presentación del uniforme fue en la Explanada de los cuatrocientos años del Museo de Historia Mexicana.
En el año 2010, con motivo del sesenta y cinco aniversario del club se presentó un uniforme conmemorativo similar al de 1945, dividido diagonalmente del hombro izquierdo a la cintura, azul en la parte superior y blanco en la parte inferior. En esta misma temporada el uniforme de visitante era color blanco con la letra "M" en mayúscula estilizada en color azul con la forma del Cerro de la Silla, símbolo característico de la ciudad, el short y las medias blancas, y como detalle especial atrás del escudo de fue impresa la frase "RAYADO DE CORAZÓN".
Para la campaña 2021-22 la camiseta titular presenta los bastones azul marino y blancos, dispuestos de tal forma que crean una gran “M” en la zona superior del pecho y mangas. Un pico blanco adorna el cuello, mientras que remates rojos adornan los costados del jersey, es acompañado por short azul y medias rojas. Por su parte la camisa de visitante toma el color blanco como principal, siendo acompañado por líneas zigzagueantes azules que adornan el frente de la prenda. Remates de color azul adornan los hombros y puños y es acompañada por short y calcetas azul rey. Por último, siguiendo la línea de terceras camisetas para otro clubes de PUMA, esta camiseta destacará por poner el nombre del club (MONTERREY) en el pecho en lugar del escudo. El modelo de Rayados contará con bastones negros sobre la base azul (remitiendo a un viejo modelo alternativo usado por Monterrey), en la que se repite el emblema del club como marca de agua.

## Uniforme actual
- Local: Camiseta a pinstripes azules y blancos con detalles negros, pantalón azul y medias blancas.
- Visitante: Camiseta blanca con una diagonal azul y negra, pantalón y medias azul blancas.
- Especial Leagues Cup: Camiseta a pinstripes azul marino y blanco, pantalón azul marino y medias azul marino.

## Uniformes anteriores

### 2023-24 (Puma)
Uniformes de jugadores
| 1° uniforme | 2° Uniforme | Especial Leagues Cup 2023 |

#### Uniformes de entrenamiento
| 1° | 2° |

### 2022-2023 (Puma)
Uniformes de jugadores
| 1° uniforme | 1° opción 1 | 1° opción 2 | 2° uniforme | 3° uniforme | Especial Mundial 2022 |

Uniformes de portero
| 1° | 2° | 3° |

Uniformes de entrenamiento
| 1° | 2° |

### 2021-2022 (Puma)
Uniformes de jugadores
| 1° | 2° | 3° | Octubre Rosa |

 Uniformes de portero 
| 1° | 2° | 3° |

 Uniformes de entrenamiento 
| 1° | 2° |

### Mundial de Clubes EAU 2021 (Puma)
Uniformes de jugadores
| 1° | 2° |

 Uniformes de portero 
| 1° | 2° |

### 2020-2021 (Puma)
Uniformes de jugadores
| 1° | 1 opción 1° | 1 opción 2° | 2° | 3° |

 Uniformes de portero 
| 1° | 2° | 3° |

 Uniformes de entrenamiento 
| 1° | 2° |

### Especial 75 Aniversario (Puma)
Uniforme de jugadores
| 1° |

### Mundial de Clubes Qatar 2019 (Puma)
Uniformes de jugadores
| 1° | 2° |

 Uniformes de portero 
| 1° | 2° |

### 2019-2020 (Puma)
Uniformes de jugadores 
| 1° | 2° | 3° |

 Uniformes de portero 
| 1° | 2° | 3° |

 Uniformes de entrenamiento 
| 1° | 2° |

### 2018-2019 (Puma)
Uniformes de jugadores
| 1° | 2° | 3° | 4° |

 Uniformes de portero 
| 1° | 2° | 3° |

 Uniformes de entrenamiento 
| 1° | 2° |

### 2017-2018 (Puma)
Uniformes de jugadores 
| 1° | 2° | 3° | Project Pink |

Uniformes de portero
| 1° | 2° | 3° |

Uniformes de entrenamiento
| 1° | 2° |

### 2016-2017 (Puma)
Uniformes de jugadores
| 1° | 2° | 3° | Project Pink |

Uniformes de portero
| 1° | 2° | 3° |

Uniformes de entrenamiento
| 1° | 2° |

### 2015-2016 (Puma)
Uniformes de jugadores
| 1° | 2° | 3° | Project Pink 1° | Project Pink 2° |

Uniformes de portero
| 1° | 2° | 3° |

Uniformes de entrenamiento
| 1° | 2° | 3° |

### Especial 70 Aniversario (Puma)
Uniformes de jugadores
| 1° | 2° |

### 2014-2015 (Puma)
Uniformes de jugadores
| 1° | 2° | 3° | Project Pink 1° | Project Pink 2° |

Uniformes de portero
| 1° | 2° |

Uniformes de entrenamiento
| 1° | 2° | 3° |

### Mundial de Clubes Marruecos 2013 (Nike)
Uniformes de jugadores
| 1° | 2° |

Uniformes de portero
| 1° | 2° |

### 2013-2014 (Nike)
Uniformes de jugadores
| 1° | 2° | 3° |

Uniformes de portero
| 1° | 2° | 3° | 4° |

Uniformes de entrenamiento
| 1° | 2° |

### Mundial de Clubes Japón 2012 (Nike)
Uniformes de jugadores
| 1° | 2° |

Uniformes de portero
| 1° | 2° |

### 2012-2013 (Nike)
| 1° | 2° | 3° |

Uniformes de portero
| 1° | 2° | 3° |

Uniformes de entrenamiento
| 1° | 2° |

### 2011-2012 (Nike)
Uniformes de jugadores
| 1° *Nota: También usado en el Mundial de clubes 2011 | 2° *Nota: También usado en el Mundial de clubes 2011 | 3° |

Uniformes de portero
| 1° *Nota: También usado en el Mundial de clubes 2011 | 2° |

Uniformes de entrenamiento
| 1° | 2° |

### 2010-2011 (Nike)
| 1° | 2° | 3° |

### 2009-2010 (Nike)
| 1° | 2° | 3° |

### 2008-2009 (Nike)
| 1° | 2° | 3° |

### 2007-2008 (Nike)
| 1° | 2° | 3° |

### InterLiga 2007 (Atlética)
| 1° | 2° |

### 2006-2007 (Atlética)
| 1° | 2° | 3° |

### InterLiga 2006 (Atlética)
| 1° | 2° |

### 2005-2006 (Atlética)
| 1° | 2° | 3° |

### 2004-2005 (Atlética)
| 1 | 2° | 3° |

### 2003-2004 (Atlética)
| 1° | 2° | 3° |

### 2002-2003 (Atlética)
| 1° | 2° | 3° |

### 2001-2002 (Atlética)
| 1° | 2° | 3° |

### 2000-2001 (Atlética)
| 1° | 2° | 3° |

### 1999-2000 (Atlética)
| 1° | 2° | 3° |

### 1997-1999 (Aba Sport)
| 1° | 2° | 3° | Libertadores 1999 |

### 1994-1997 (Aba Sport)
| 1° | 2° |

### 1990-1993 (Adidas[1]/ Aba Sport)
| 1° |

### 1986 (Adidas)
| 1° |

### 1945-1946
| 1° |